# Sân vận động Robert Diochon
Sân vận động Robert-Diochon (tiếng Pháp: Stade Robert-Diochon) là một sân vận động ở Le Petit-Quevilly, Pháp. Sân hiện đang được sử dụng cho các trận đấu bóng đá. Đây là sân nhà của FC Rouen và US Quevilly-Rouen. Sân vận động có sức chứa 12.018 khán giả.